# Ankang Airport
Ankang Airport är en flygplats i Kina. Den ligger i provinsen Shaanxi, i den nordvästra delen av landet, omkring 170 kilometer söder om provinshuvudstaden Xi'an.
Runt Ankang Airport är det ganska tätbefolkat, med 222 invånare per kvadratkilometer. Närmaste större samhälle är Ankang, 8,6 km öster om Ankang Airport. Trakten runt Ankang Airport består till största delen av jordbruksmark.
Genomsnittlig årsnederbörd är 1 112 millimeter. Den regnigaste månaden är juli, med i genomsnitt 219 mm nederbörd, och den torraste är december, med 2 mm nederbörd.